# Уфимский физический институт

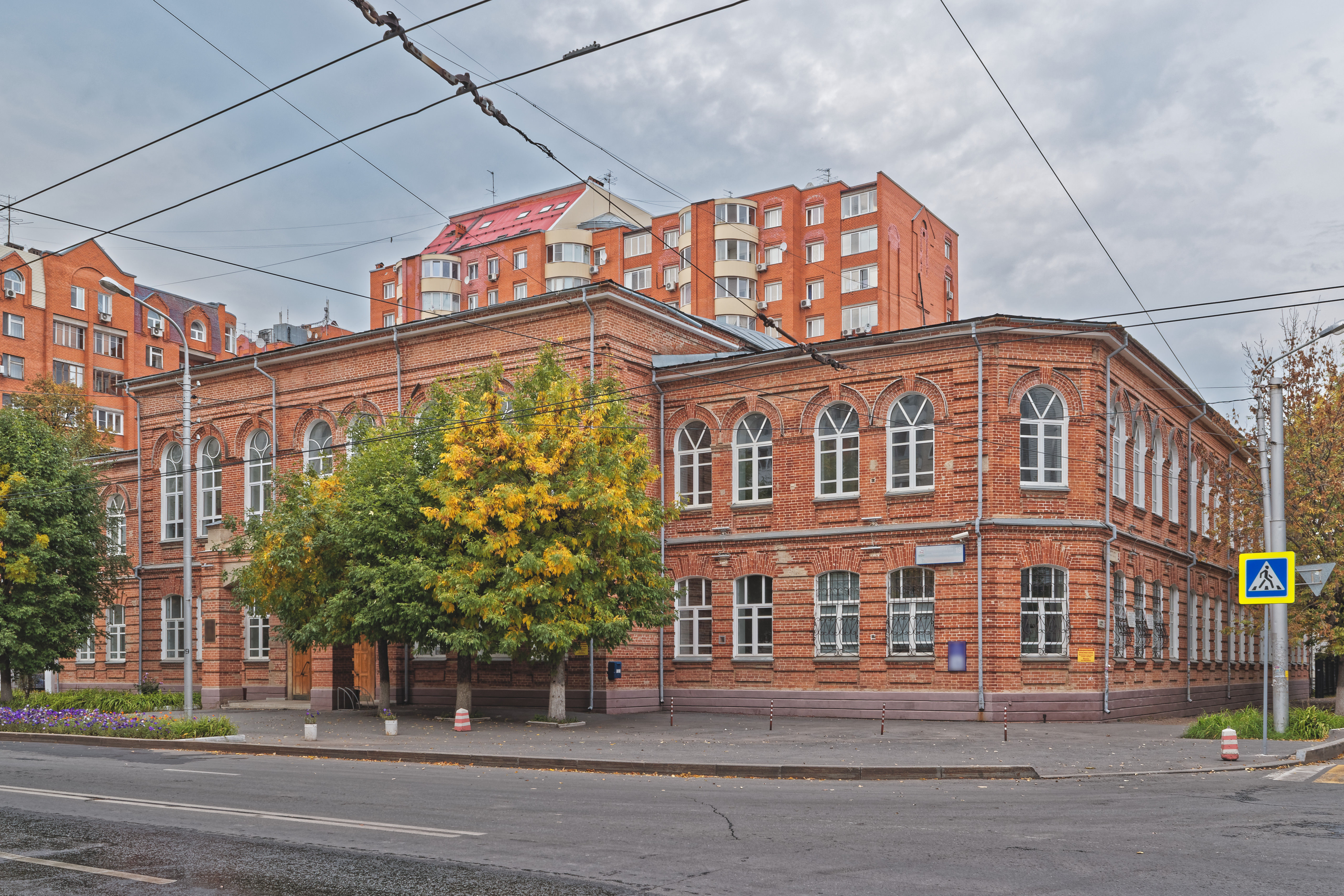
2-я женская гимназия.Здесь находился Уфимский физический институт в 1919-1937гг

Уфимский физический институт — научно-исследовательское и учебно-вспомогательное учреждение областного значения, существовавшее в Уфе 1919—1937 гг.

## История
1 октября 1919 года в далёкой от научных центров Уфе был открыт физический институт, который просуществовал до 1937 года.

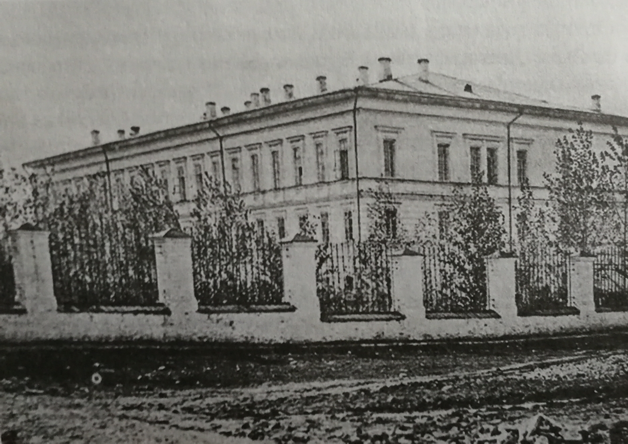
Здание мужского духовного училища. Учительский институт (1909).Уфа

Организатором и директором Уфимского физического института был Константин Павлович Краузе (1877—1964).Родился К. П. Краузе в 1877 году Калужской губернии, но его отец был родом из Рижской губернии. В 1904 году К. П. Краузе окончил физико-математический факультет Санкт-Петербургского университета.

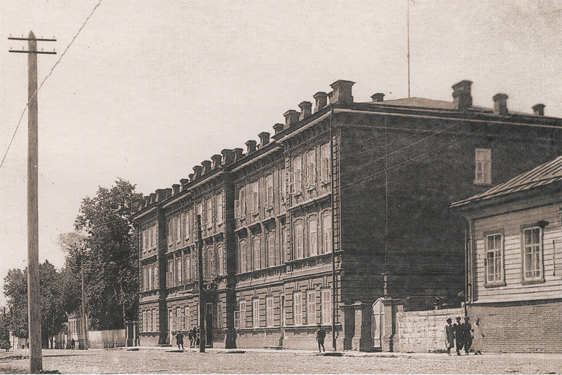
Учительский институт (ныне Уфимский университет науки и технологий).Уфа

Вскоре К. П. Краузе оказался в Уфе, и был назначен учителем математики, физики и космографии 2-й Уфимской женской гимназии. Краузе оставался заведующим этим кабинетом до 1927 года. Он вел самостоятельную исследовательскую деятельность, постоянно поддерживал связь с научными центрами Москвы и Петербурга. Например, в 1911 году он участвовал во 2-м Менделеевском съезде по химии и физике и выступил там с докладом. В 1917 году он был избран Председателем Президиума ВУС-Союза учителей Уфимской губернии.
В августе 1917 года в Уфимском учительском институте (осн.1909) было образовано три отделения: словесно-историческое, физико-математическое и естественно-географическое. Появилась необходимость создания кабинетов по основным дисциплинам. Для преподавания привлекли уфимских преподавателей, одним из них был К. П. Краузе.
5-9 июня 1917 года он принял участие в работе Экстренного Всероссийского Совещания преподавателей физики, химии и космографии и выступил там с докладом. Возможно именно тогда он впервые заразился идеей создания централизованного комплексного обслуживания групп учебных заведений.

## Уфимский физический институт(1919—1937)
В 1919 году в Уфе вследствие Гражданской войны учебные заведения (школы, училища, институт народного образования) не работали, и имевшиеся в них кабинеты физики и химии оказались брошенными на произвол судьбы.

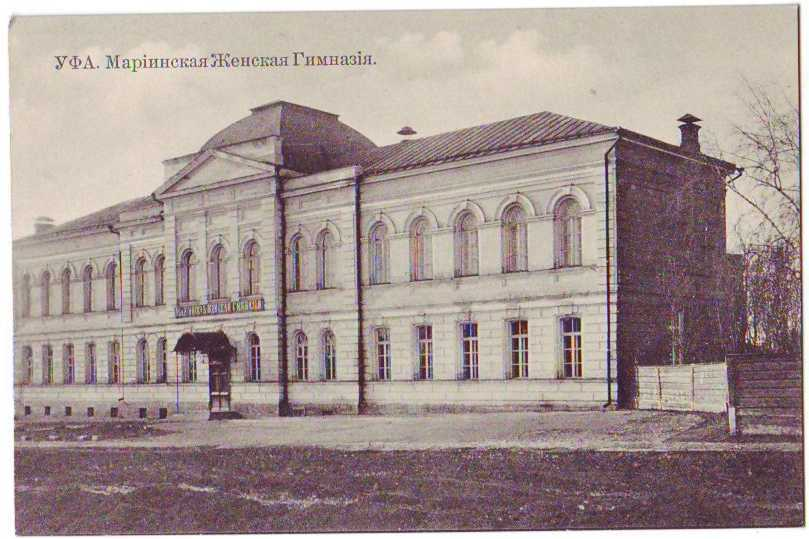
Мариинская гимназия (Уфа)

По решению Уфимского ГубОНО от 1 октября 1919 года был создан Уфимский физический институт как учреждение централизованного обслуживания учебных заведений, по образцу европейских стран, прежде всего Германии. Подобные учреждения, созданные в Москве (Н. В. Кашин) и Киеве (П. П. Зилов), просуществовали недолго.
Краузе организовал работу по сохранению оборудования, инвентаризации учебных кабинетов и созданию централизованного обслуживания учебных занятий по физике и химии в городе. Отдельного помещения для института не удалось найти, поэтому его разместили в нескольких бывших физических и химических кабинетах учебных заведений города.
Это было научно-исследовательское и учебно-вспомогательное учреждение областного значения, находящееся на республиканском бюджете. Институт выполнял научно-исследовательские, учебно-вспомогательные, педагогические, производственные и консультационные функции.
В первый период своей деятельности (1919—1932 гг.) физический институт в основном занимался обслуживанием средних учебных заведений, техникумов, института народного образования (ИНО) и сельскохозяйственного института.
По мере роста количества вузов в Уфе, УФИ сосредоточивал свою учебно-вспомогательную деятельность только на их обслуживании и сконцентрировал работу на решении научных и прикладных проблем, актуальных для Башкирской АССР.
Конечно научные успехи Уфимского физического института были скромными, однако он внес свой посильный вклад в становление физического, естественно-научного образования в республике, именно он занимался первыми  системными исследованиями в области естественных наук (физики, астрономии, химии, биологии).
Здесь работали такие учёные, как Л. Л. Васильев (физиолог), Н. Г. Пономарёв (астроном), Е. Н. Грибанов (радиофизик), Е. М. Губарев (биохимик) , А. Н. Глазырин (специалист в области методики физики) и др.
Е.Н. Грибанов (1895-1941) пришёл на работу в 1923 году в Уфимский ИНО,по совместительству в УФИ.В 1931 г. он стал первым заведующим кафедрой физики Башгоспединститута, одновременно  был руководителем физико-технического отдела УФИ. В 1934-1940 годах профессор Е.Н. Грибанов  был деканом физико-математического факультета. В 1934 году в издательстве Башкнига была издана его книга на башкирском языке «Радиоэлектроника нигеҙҙәре» («Основы радиоэлектроники»).
По решению Уфимского ГубОНО от 1 октября 1919 года планировалось открыть две лаборатории (физический и биологический). Комиссия во главе с К. П. Краузе нашла для них два подходящих помещения — дом Молло (ныне ул. К.Маркса,6, здание Президиума УНЦ РАН) и дом купца С. П. Зайкова (ул. К.Маркса,25). Но из-за нехватки мест для размещения раненых в здании Реального училища (ныне ул. Сазонова, 19) начался лихорадочный поиск нового места для оборудования физического и биологического кабинетов. В конце концов, физический институт обосновался в здании бывшей 2-й женской гимназии, а биологический институт так и не был создан, в 1921 году был создан Институт опытных наук при Физическом институте (биологическая студия).
Параллельно с Центральным отделением УФИ стали создаваться его филиалы в лучших учебных заведениях города.
В 1923 году УФИ организовал двухнедельные курсы переподготовки учителей физики, подобные курсы проводились раньше только в Петербурге, Москве, Киеве и Варшаве, где имелись высококвалифицированные специалисты. Слушателей знакомили не только с лучшими достижениями науки, но и с методикой демонстрации опытов и лабораторных работ. Проводились практические занятия с приёмами работ по дереву, металлу, стеклу. Слушателей ознакомили с приборами, изготовленными сотрудниками УФИ. Впоследствии подобные курсы стали проводиться регулярно.
Изготовлением необходимых приборов занимались сотрудники экспериментальных мастерских института (с 1923 г. им заведовал А. И. Глазырин, выпускник Московского высшего технического училища). Глазыриным был разработан целый комплект по механике, позволявший демонстрировать более 300 экспериментов. Он был одобрен ЦНИИ политехнического образования к серийному выпуску. В 1936 г. было изготовлено более 300 комплектов для крупных городов.
П. Г. Лавров разработал прибор для определения теплого расширения твёрдых тел, признанный самым простым и точным из производимых в стране.
Всего в 1932 году УФИ серийно выпускал 23 наименования. До конца 1930-х годов экспериментальная мастерская УФИ была единственной в республике мастерской по ремонту измерительных приборов, в 1933 году получила исключительное право на проверку многих из них.
С 1924 года УФИ входила в РАФ (Российскую ассоциацию физиков). В 1929 году было создано Уфимское отделение РАФ.УФИ занималось и распространением физических и химических знаний среди широких трудящихся масс.
Уфимское отделение РАФ (1929—1937) провело 150 заседаний, на которых рассматривались не только вопросы методического, но сугубо научного характера. Оно стало прообразом будущего института усовершенствования учителей.
С 1932 года УФИ сократил свою учебно-вспомогательную деятельность, занимался обслуживанием высших учебных заведений и приравненных к ним учреждений. Усилия сотрудников были сосредоточены на решении научных и прикладных проблем, актуальных для интенсивно развивавшейся республики.
В 1932 году УФИ обслуживал 6 вузов, 56 других учебных заведений, количество учащихся в неделю дошло до 10000, лекционных демонстраций по физике-до 45 000 в год, по химии-до 48 000. Количество отделений института в учебных заведениях со временем дошло до одиннадцати.
О деятельности Уфимского ФИ было известно далеко за пределами региона. В своей книге «Общая методика по физике» (1929) профессор Киевского университета Г. Г. Де-Метц высоко отзывался о деятельности Уфимского физического института, единственного в своем роде.
Первое заседание Института опытных наук (биологического) состоялось 12 мая 1921 года. Оно состоялось по инициативе К. П. Краузе и преподавателя Уфимского института народного образования Л. Л. Васильева (1891—1966), приехавшего в 1917 году в Башкирию лечиться и застрявшего здесь на четыре года. Л. Л. Васильев в Уфе работал преподавателем Фельдшерской школы и Мариинской женской гимназии. В УФИ Л. Л. Васильев проводил опыты в области порогового парабиоза. Впоследствии Васильев стал выдающимся советским нейрофизиологом, основоположником научной парапсихологии. После его отъезда в Петроград заведующим биологическим отделом стал Г. Г. Штехер, занимавшийся проблемой авитаминоза .
В начале 1927/28 уч.года в связи с нехваткой средств Башнаркомпросом был поставлен вопрос о реорганизации УФИ. Но благодаря большой статье О. Д. Хвольсона в газете «Известия» с положительной оценкой деятельности УФИ и Башнакромпроса, организовавшего единственное в стране подобное учреждение,институт удалось отстоять.
В годы первых пятилеток Башкирская АССР бурно развивается-было открыто новое крупное месторождение нефти (Ишимбайское), строились новые заводы и фабрики. Избранный в 1930 г.первым секретарём Башкирского обкома ВКП(б) Я. Б. Быкин (Беркович) (1988—1937) считал, что необходимо превратить Уфу в новый культурный центр России: в ней должна быть вся инфраструктура, имеющаяся в крупных городах. Было открыто несколько вузов, новых техникумов, в 1934 году Башкирская областная партконференция вынесла решение об открытии университета, но добиться этого не удалось.
В 1932 году УФИ был преобразован в научно-исследовательский институт с сохранением обязанностей обслуживать высшие учебные заведения города. В НИИ было образовано 4 научно-исследовательские лаборатории:
Электрофизическая (проф. Е. Н. Грибанов), термическая (П. Г. Лавров), физико-техническая (доцент А. И. Глазырин), химическая (Е. М. Губарев).
Научно-исследовательская работа в НИИ стала проводиться по двум направлениям: разработка новых теоретических и практических проблем; выполнение по заданиям хозяйственных и производственных организаций республики различных анализов, измерительных работ и специсследований.
В 1931 г. Башнаркомздрав просит институт организовать проверку радиоактивности почв и вод с целью изучения лечебных мест в республике, например, были исследованы воды и грязи бальнеологического курорта Янгантау. Проводил НИИ исследования и окисления парафинистой нефти Ишимбайского месторождения.
К. П. Краузе хлопочет о расширении института и выделении земли для строительства нового комплекса. Однако в первой половине 1937 г. почти всё руководство Башнакромпроса во главе с наркомом Г. Д.Давлетшиным было репрессировано, за этим последовало закрытие Уфимского физического института. Ни выступления общественности в защиту учреждения, ни письма К. П. Краузе в Москву не помогли. К. П. Краузе работал заведующим кафедрой физики Башсельхозинститута и с 1944 года по совместительству Башгосмединститута (до 1948).За свои заслуги он был награжден орденами Знак Почёта (1944) и Ленина (1953).
Всё имущество института и его библиотека были переданы Башкирскому госпединституту им. К. А. Тимирязева (ныне Уфимский университет науки и технологий).
О деятельности УФИ с 1937 года практически ничего не было написано до последнего времени, конечно же это было связано с арестом некоторых сотрудников в апреле 1937 года и неожиданно последовавшим за этим закрытием института на пике его успехов. О деятельности института можно было узнать только из статей К. П. Краузе в журнале Уфимского ГубОНО «Фронт просвещения» (1921) и в сборнике «За качество и повышение научно-исследовательских работ» (1934) Башкирской областной секции научных работников и из работ уфимского исследователя и архивных материалов.

## Отделения Уфимского ФИ и их заведующие
Первые отделения УФИ, созданные в начале 1920-х годов:
- Центральное отделение- ныне ул.Коммунистическая, 19 (зав.К.П.Краузе, вып.Петербургского университета).
- I отделение- ул.Фрунзе, 43 (одно из зд.БГМУ,Л.С.Завьялова, Н.Ф.Бобринский- оба вып.Петроградского университета)
- II отделение- ул.Пушкина, 108 (ныне гимназия №3, А.С.Ибрагимов, вып.Константиновского университета)
- III отеделение- ул.К.Маркса, 3 (ныне мин.вн.связей и торговли РБ)
- IV отделение-орг.в 1924 г.в здании Уфимского института народного образования на ул.Гоголя (зав.Е.Н.Грибанов, вып.МГУ)
- V (химическое) отделение- ул.Ленина, 7 (ныне одно из зд.МВД по РБ)(Г.С.Каликинский).